# Bike Share Toronto
Pour les articles homonymes, voir Bixi.
Bike Share Toronto est le système de vélos en libre-service de Toronto créé en mai 2011. Le service propose environ 9 000 vélos répartis sur 780 stations,.
Le service est géré par une division (anglais : ward) de la Toronto Parking Authority, une agence municipale torontoise, mais exploité par une entreprise privée sous un contrat. En 2024 l'exploitant s'appelle Shift Transit,.

## Historique
Le service a commencé sous le nom de BIXI Toronto le 3 mai 2011 par la Public Bike System Company (PBSC) de Montréal, avec un réseau de 1 000 vélos répartis sur 80 stations au centre-ville de Toronto. Pour acheter ces vélos et construire ces stations, PBSC a emprunté environ 4,5 millions de dollars canadiens, grâce à une garantie fourni par la Ville de Toronto.
À cause des difficultés financières subi par PBSC, en décembre 2013, la Ville de Toronto a décidé de reprendre le service de vélopartage, un défi accompli par convertir un contrat pour 11 toilettes autonettoyantes en 5 millions de dollars pour acheter tous les vélos et stations de PBSC. Le 1er avril 2014, la Toronto Parking Authority, qui gère les stationnements publics dans la ville, prit en charge du service et le renomma Bike Share Toronto.
En avril 2014 l'exploitant choisi a été Alta Bike Share, une entreprise américaine ; en 2017 l'exploitant a devenu Shift Transit:4.